# Bill McLernon
William McLernon –conocido como Bill McLernon– (1 de agosto de 1934) es un jinete irlandés que compitió en la modalidad de concurso completo. Ganó una medalla de bronce en el Campeonato Europeo de Concurso Completo de 1971, en la prueba por equipos.

## Palmarés internacional
| Campeonato Europeo | Campeonato Europeo     | Campeonato Europeo | Campeonato Europeo |
| Año                | Lugar                  | Medalla            | Categoría          |
| ------------------ | ---------------------- | ------------------ | ------------------ |
| 1971               | Burghley (Reino Unido) | Medalla de bronce  | Por equipos        |